# Allée du Général-Denain
L'allée du Général-Denain est une voie du 15e arrondissement de Paris, en France.

## Situation et accès
L'allée du Général-Denain est une voie publique située dans le 15e arrondissement de Paris. Elle débute au 25, rue Desaix et se termine au 18, place Dupleix.

## Origine du nom

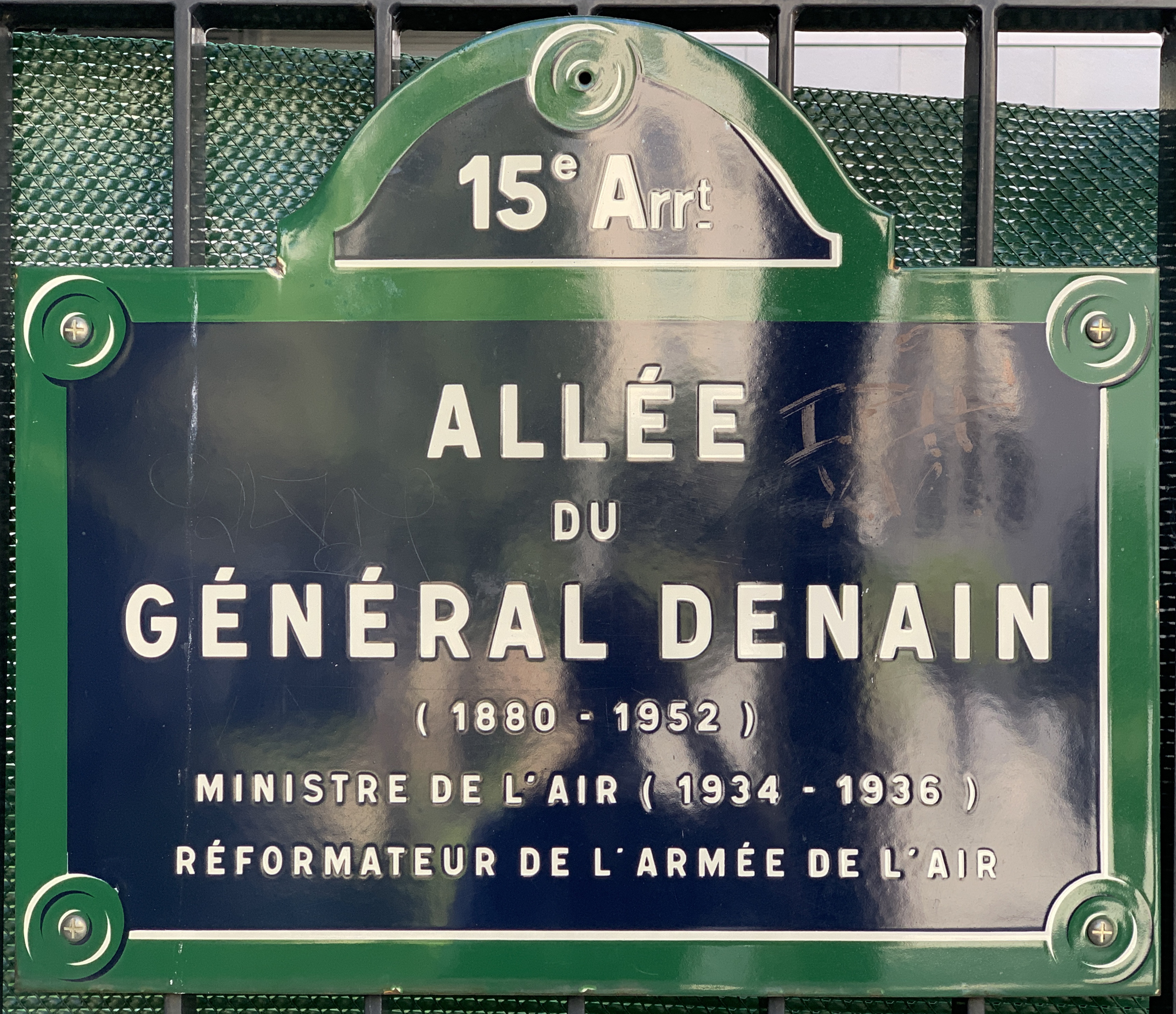
Plaque de l'allée.

Elle porte le nom de l'aviateur militaire et homme politique français Victor Denain (1880-1952).

## Historique
La place est créée dans le cadre de l'aménagement de la ZAC Dupleix sous le nom provisoire de « voie BQ/15 » et prend sa dénomination actuelle le 15 décembre 1995. 